# Pacific Highlands Ranch (San Diego)
Rancho Pacific Highlands es una comunidad principalmente residencial de 2652 acres (1073 hectáreas) localizada en el nordeste de la ciudad de San Diego, California.
La mayoría de la comunidad está siendo desarrollada por Pardee Homes y la mayor parte de la comunidad empezó a construirse a principio de los años 2000.

## Geografía
La comunidad limita al norte con Fairbanks Ranch y Rancho Santa Fe; al sur con Del Mar Mesa; al este con Torrey Highlands; y al oeste con Carmel Valley. La Ruta Estatal 56 (Ted Williams Freeway) pasa sobre esta comunidad.
1300 acres (49%) están preservados como un hábitat natural.

## Demografía
Según las estimaciones de la Asociación de Gobiernos de San Diego (SANDAG) para enero del 2006, habían 2873 personas y 227 hogares en el área, y un incremento de 1035,6% de 253 personas desde 2000. La distribución demográfica estimada fue de 76,3% blanca, 17,9% asiática e isleños del pacífico, 11,6% hispana, 2,8% de otras razas, 0,8% negra, y 0,2% amerindia. La edad media fue de 39,4 con 18,4% menos de 18 y 9,8% y con más de 65 años de edad. Los ingresos promedio era de 137 280 dólares (107 534 ajustado a la inflación de dólares de 1999); 41,1% de la comunidad hizo más de 150 000 dólares; 41,7% hizo entre 60 000 y 149 999; y 37,6% hizo menos de 60 000 dólares.

## Educación
Las escuelas públicas en esta comunidad incluyen a Sycamore Ridge elementary (The Del Mar Union School District) y Canyon Crest Academy (San Dieguito Union High School District). La única escuela privada es Cathedral Catholic High School (católica); sin embargo, San Diego Jewish Academy, está localizada en Carmel Valley, y está cerca de Pacific Highland Ranch.